# Division 2 1964/65
Die Division 2 1964/65 war die 26. Austragung der zweithöchsten französischen Fußballliga.
Erster Spieltag war der 30. August 1964, letzter der 29. Mai 1965. Zwischen Mitte Dezember und Mitte Januar gab es eine Winterpause. Zweitligameister wurde der OGC Nizza.

## Vereine
Teilnahmeberechtigt waren die 13 Vereine, die nach der vorangegangenen Spielzeit weder in die erste Division aufgestiegen waren noch ihre Lizenz – freiwillig oder gezwungen – aufgegeben hatten; dazu kamen drei Erstligaabsteiger.
Somit spielten in dieser Saison folgende 16 Mannschaften um die Meisterschaft der Division 2:
- eine Mannschaft aus dem äußersten Norden (US Boulogne),
- drei aus Paris beziehungsweise der Champagne (Absteiger Racing Paris, Red Star Olympique, Absteiger Stade Reims),
- drei aus dem Nordosten (US Forbach, FC Metz, Racing Club Franc-Comtois Besançon),
- zwei aus dem Westen (AS Cherbourg, FC Limoges),
- sieben aus dem Süden (FC Grenoble, AS Béziers, SO Montpellier, Olympique Marseille, AS Aix, Absteiger OGC Nizza, AS Cannes).

Einen direkten Auf- und Abstieg in Abhängigkeit vom sportlich erzielten Ergebnis gab es lediglich zwischen erster und zweiter Profi-Division; nach dem Zweiten Weltkrieg war über einige Jahre ein Abstieg in die dritthöchste Spielklasse eingeführt worden, der allerdings inzwischen nicht mehr in Kraft war. Ein Zweitdivisionär konnte also alleine in dem Fall absteigen, dass er seine Lizenz abgab oder sie ihm entzogen wurde. Bisherige Amateurmannschaften hingegen konnten auch weiterhin nur dann zur folgenden Saison in die Division 2 aufsteigen, wenn sie vom zuständigen Verband FFF die Genehmigung erhielten, professionellen Status anzunehmen.
In dieser Saison gab es wieder eine Relegation zwischen den am schlechtesten platzierten Erstligisten, die nicht direkt abstiegen, und den besten, nicht direkt aufstiegsberechtigten Zweitligisten.

## Saisonverlauf
Jede Mannschaft trug gegen jeden Gruppengegner ein Hin- und ein Rückspiel aus, einmal vor eigenem Publikum und einmal auswärts. Es galt die Zwei-Punkte-Regel; bei Punktgleichheit gab das Torverhältnis den Ausschlag für die Platzierung. In Frankreich wird bei der Angabe des Punktverhältnisses ausschließlich die Zahl der Pluspunkte genannt; hier geschieht dies in der in Deutschland zu Zeiten der 2-Punkte-Regel üblichen Notation.
Die diesmal drei direkten Aufstiegsplätze belegten Vorjahresabsteiger Nizza sowie mit Red Star aus Saint-Ouen und Cannes zwei Mannschaften, die in den vorangehenden drei Saisons nur Zweitliga-Mittelmaß dargestellt hatten. Gleiches galt für die beiden Relegationsteilnehmer Limoges und Boulogne, die anschließend aber auch weiterhin in der Division 2 verblieben. Die vermeintlichen „großen Namen“ der Liga (Metz, Reims, Paris oder Marseille) platzierten sich allesamt noch dahinter. Die „rote Laterne“ im Abschlussklassement belegte, wie schon in der vorigen Spielzeit und erneut mit deutlichem Rückstand auf den Tabellen-Vorletzten, die AS Biterroise aus der Rugby-Hochburg Béziers.
In den 240 Begegnungen wurden insgesamt 652 Treffer erzielt; das entspricht einem Mittelwert von 2,72 Toren je Spiel und stellte einen neuen Minusrekord in der Ligahistorie dar. Die Torjägerkrone gewann Antoine Grochulski von Red Star mit 22 Toren. Die Division 2 – wie der französische Fußball insgesamt – krankte Mitte der 1960er Jahre an einem stark nachlassenden Zuschauerinteresse, wozu die zunehmende Torarmut in den Spielen beitrug. Die Elf des einstmals „großen“ Klubs Olympique Marseille beispielsweise spielte Ende April 1965 gegen Forbach vor exakt 434 zahlenden Besuchern, die sich im weiten Rund des Stade Vélodrome verloren; selbst Stade Reims, den Landesmeister von 1962, wollten im selben Monat gegen Besançon lediglich noch 2.240 Zuschauer sehen, und das Aufeinandertreffen von Reims gegen Marseille am letzten Spieltag zog auch bloß 2.600 Menschen ins Stade Auguste-Delaune.
Nach Saisonende gab dennoch kein Verein seinen Profistatus auf. Zur folgenden Spielzeit kam nur ein Absteiger aus der Division 1, nämlich der SC Toulon, hinzu. Außerdem erteilte der Fußballverband gleich fünf Amateurklubs eine neue Profilizenz (AC Ajaccio, AS Angoulême, Olympique Avignon, SEC Bastia und US Marignane), so dass die zweite Division dann mit 19 Teilnehmern ausgetragen werden sollte.

## Abschlusstabelle
| Pl. | Verein              | Sp. | S  | U  | N  | Tore    | Quote | Punkte |
| --- | ------------------- | --- | -- | -- | -- | ------- | ----- | ------ |
| 1.  | OGC Nizza (A)       | 30  | 19 | 4  | 7  | 052:320 | 1,63  | 42:18  |
| 2.  | Red Star Olympique  | 30  | 15 | 11 | 4  | 054:290 | 1,86  | 41:19  |
| 3.  | AS Cannes           | 30  | 15 | 10 | 5  | 059:350 | 1,69  | 40:20  |
| 4.  | FC Limoges          | 30  | 16 | 5  | 9  | 047:310 | 1,52  | 37:23  |
| 5.  | US Boulogne         | 30  | 15 | 6  | 9  | 049:370 | 1,32  | 36:24  |
| 6.  | SO Montpellier      | 30  | 12 | 10 | 8  | 041:360 | 1,14  | 34:26  |
| 7.  | FC Grenoble         | 30  | 12 | 7  | 11 | 036:400 | 0,90  | 31:29  |
| 8.  | AS Aix              | 30  | 12 | 6  | 12 | 033:290 | 1,14  | 30:30  |
| 9.  | FC Metz             | 30  | 11 | 8  | 11 | 042:430 | 0,98  | 30:30  |
| 10. | Stade Reims (A)     | 30  | 12 | 5  | 13 | 054:380 | 1,42  | 29:31  |
| 11. | AS Cherbourg        | 30  | 9  | 11 | 10 | 040:450 | 0,89  | 29:31  |
| 12. | Racing Paris        | 30  | 10 | 4  | 16 | 036:480 | 0,75  | 24:36  |
| 13. | Racing FC Besançon  | 30  | 8  | 6  | 16 | 035:540 | 0,65  | 22:38  |
| 14. | Olympique Marseille | 30  | 7  | 7  | 16 | 026:380 | 0,68  | 21:39  |
| 15. | US Forbach          | 30  | 7  | 6  | 17 | 030:560 | 0,54  | 20:40  |
| 16. | AS Béziers          | 30  | 4  | 6  | 20 | 018:610 | 0,30  | 14:46  |

Platzierungskriterien: 1. Punkte – 2. Torquotient – 3. geschossene Tore
| (A) | Absteiger aus der Division 1 1963/64 |

## Relegationsrunde
Die Zweitdivisionäre trugen je zwei Barrages gegen die beiden Teilnehmer aus der ersten Division aus; Begegnungen zwischen Mannschaften aus der gleichen Liga gab es also nicht. Die beiden bestplatzierten Teams spielten in der folgenden Saison in der Division 1.
| Pl. | Verein               | Sp. | S | U | N | Tore    | Diff. | Punkte |
| --- | -------------------- | --- | - | - | - | ------- | ----- | ------ |
| 1.  | FC Rouen (D1)        | 4   | 2 | 1 | 1 | 012:400 | +8    | 05:30  |
| 2.  | Olympique Nîmes (D1) | 4   | 2 | 0 | 2 | 005:400 | +1    | 04:40  |
| 3.  | US Boulogne (D2)     | 4   | 2 | 0 | 2 | 004:100 | −6    | 04:40  |
| 4.  | FC Limoges (D2)      | 4   | 1 | 1 | 2 | 004:700 | −3    | 03:50  |

|                 | ROU | NÎM | BOU | LIM |
| FC Rouen        |     | –   | 6:0 | 3:0 |
| Olympique Nîmes | –   |     | 3:1 | 1:2 |
| US Boulogne     | 2:1 | 1:0 |     | –   |
| FC Limoges      | 2:2 | 0:1 | –   |     |